# چمن کوهستانی
چمن کوهستانی (نام علمی: Poa alpina) نام یک گونه از سرده چمن‌ها است.